# Peter Haber
Peter Alexander Haber (narozen 12. prosince 1952) je švédský herec. Jeho partnerkou je Lena T. Hanssonová, která je rovněž herečkou.

## Kariéra
Jeho otec byl Němec, matka Švédka. Narodil se ve městě Åhus a vyrůstal střídavě v nejjižnější části Švédska, v provincii Skåne a Německu, ve městě Remscheid (Severní Porýní-Vestfálsko). Od roku 1987 do roku 1994 působil ve Stockholms stadsteater (Stockholmské městské divadlo). V letech 1993, 1994 a 1995 byl třikrát nominován na cenu pro nejlepšího herec Guldbaggen (Zlatohlávek: ocenění švédského filmového průmyslu).
Mezi jeho nejznámější role patří postava otce v Sunes sommar (nominace Zlatohlávek 1993), fiktivní postava Carla Hamiltona v Fiendens fiende (anglicky Enemy's Enemy) a postava švédského kriminalisty Martina Becka z rozsáhlé 38dílné série filmů, jejichž část byla vysílána v premiéře na televizi Prima pod společným názvem Stíny nad Stockholmem od 1. září do 1. prosince 2018 (seznam dílů). Je také znám rolí Martina Vangera ve filmu z roku 2009 podle literární předlohy Stiega Larssona Muži, kteří nenávidí ženy, který je první částí trilogie Milénium.

## Výběrová filmografie
- 1990: Fiendens fiende (My Enemy's Enemy)
- 1991: Sunes jul
- 1992: Jönssonligan och den svarta diamanten (The Johnson-gang and the black diamond)
- 1993: Sune's Summer: nominace na Zlatohlávek za hlavní roli
- 1994: Jönssonligans största kupp (The Johnson-gang's greatest robbery)
- 1994: Sommarmord: nominace na Zlatohlávek za hlavní roli
- 1995: Vita lögner(White Lies) (TV seriál)
- 1995: Valkoisia valheita: nominace na Zlatohlávek za hlavní roli
- 1997: Beck – Lockpojken (The Bait Boy)
- 1997: Beck – Mannen med ikonerna (The Man With The Icons)
- 1997: Beck – Vita nätter (White Nights)
- 1998: Beck – Öga för öga (Eye For An Eye)
- 1998: Beck – Pensionat Pärlan (The Boarding House Pearl)
- 1998: Beck – Monstret (The Monster)
- 1998: Beck – The Money Man
- 1998: Beck – Spår i mörker (Trails In The Dark)
- 1999: Tomten är far till alla barnen (In Bed with Santa, česky Děti nosí Santa Claus)
- 1999: Vägen ut (The Way Out)
- 2001: Beck – Hämndens pris (The Price Of Vengeance)
- 2001: Beck – Mannen utan ansikte (The Man Without A Face)
- 2001: Beck – Kartellen (The Cartel)
- 2002: Shrek: švédský dabing
- 2002: Beck – Enslingen (The Loner)
- 2002: Beck – Annonsmannen (The Advertising Man)
- 2002: Beck – Okänd avsändare (Sender: Unknown)
- 2002: Beck – Pojken i glaskulan (The Boy In The Glass Ball)
- 2002: Beck – Sista vittnet (The Last Witness)
- 2004: Hotet (The Threat)
- 2006: Beck – Skarpt läge (Sharp Position)
- 2006: Beck – Flickan i jordkällaren (The Girl In The Basement)
- 2007: Beck – Gamen (The Vulture)
- 2006: Beck – Advokaten (The Lawyer)
- 2007: Beck – Den japanska shungamålningen (The Japanese Shunga Painting)
- 2007: Beck – Den svaga länken (The Weak Link)
- 2007: Beck – Det tysta skriket (The Silent Scream)
- 2007: Beck – I Guds namn (In God's Name)
- 2009: Män som hatar kvinnor (Men Who Hate Women, česky Muži, kteří nenávidí ženy, první část trilogie Milénium)
- 2009: Beck – I stormens öga (In The Eye Of The Storm, česky V oku bouře)
- 2009: Beck – Levande begravd (Buried Alive, Žena v dřevěné rakvi)
- 2009: Crashpoint – 90 Minuten bis zum Absturz, Německo (česky Místo dopadu: Berlín)
- 2011: Gustafsson 3 tr (TV seriál)
- 2014: Beck – Rum 302 (Room 302, Pokoj 302)
- 2015: Beck – Familjen (The Family, česky Rodinná záležitost)
- 2015: Beck – Invasionen (Invasion, česky Smrt v lese)
- 2015: Beck – Sjukhusmorden (The Hospital Murders, česky Vražda v nemocnici)
- 2016: Beck – Gunvald (Gunvald, česky Smrt novináře)
- 2016: Beck – Steinar (Steinar, česky Smrt v ohni)
- 2016: Beck – Vid vägs ände (End of the Road, česky Vraždy na konci ulice)
- 2016: Beck – Sista dagen (The Last Day, česka Osudný den)
- 2018: Beck – Ditt eget blod (Flesh and Blood, česky Zmizelá)
- 2018: Beck – Den tunna isen (The Thin Ice, česky Na tenkém ledě)
- 2018: Beck – Utan uppsåt (Without Intent, česky Neúmyslná vražda)
- 2018: Beck – Djävulens advokat (The Devil's Attorney, česky Ďáblův advokát)